# 寺川寿子
寺川 寿子（てらかわ としこ、1968年 - ）は、日本の地震学者。学位は、博士（理学）（東京大学・課程博士・2006年）（学位論文「Absolute strength of the San Andreas fault inferred from tectonic loading simulation and CMT data inversion(応力蓄積シミュレーションとCMTデータインバージョンに基づくサン・アンドレアス断層の絶対強度の推定)」）。

## 来歴
東京都出身。1991年早稲田大学教育学部理学科数学専修卒業。1993年早稲田大学大学院理工学研究科修士課程数学専攻修了。同年、民間シンクタンクに入社。阪神・淡路大震災などの地震関連の仕事を担い、地震発生のメカニズムに興味を抱く。
2001年に同社を退社し、東京大学大学院理学系研究科地球惑星科学専攻に入学、2006年に同博士課程を修了、博士（理学）の学位を取得。2010年名古屋大学大学院環境学研究科助教、2015年同研究科附属地震火山研究センター講師、2018年同研究科附属地震火山研究センター准教授、2018年同研究科附属地震火山研究センター教授。
2018年、猿橋賞を受賞。